# Ziua Internațională a Limbii Materne

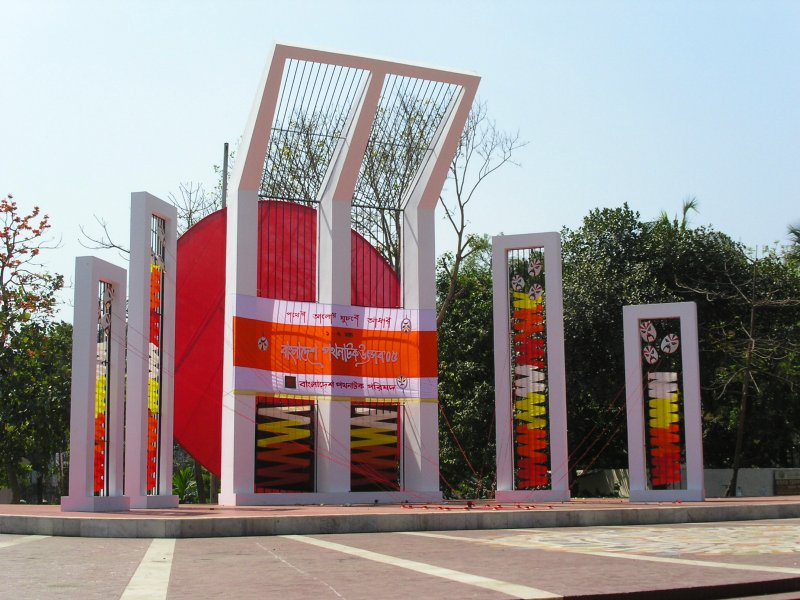
Shaheed Minar, sau Monumentul Martirilor, din campusul Universității Dhaka, Bangladesh, comemorează sacrificiile făcute pentru conservarea limbii bengaleze.

Ziua Internațională a Limbii Materne este o sărbătoare ținută anual la 21 februarie în întreaga lume, cu scopul de a promova diversitatea lingvistică și culturală, precum și multilingvismul. A fost anunțată de UNESCO pentru prima oară la 17 noiembrie 1999 și a fost recunoscută de Adunarea Generală a Națiunilor Unite prin aceeași rezoluție  prin care 2008 a fost declarat Anul Internațional al Limbilor.
Ziua Internațională a Limbii Materne se sărbătorește în fiecare an din februarie 2000 pentru a promova diversitatea cultural-lingvistică și multilingvismul. Data semnifică ziua din 1952 în care studenții care demonstrau pentru recunoașterea limbii lor materne, bangali, ca limbă națională a Pakistanului, au fost uciși de poliție la Dhaka, astăzi devenită capitala Bangladesh-ului.
Ziua Internațională a Limbii Materne a fost proclamată de Conferința Generală a UNESCO în noiembrie 1999 (30C/62). La 16 mai 2009, Adunarea Generală a ONU a făcut apel prin rezoluția A/RES/61/266 „să promoveze conservarea și protecția tuturor limbilor utilizate de popoarele lumii”. Prin aceeași rezoluție, Adunarea Generală a proclamat anul 2008 ca Anul Internațional al Limbilor, pentru a promova unitatea în diversitate și înțelegerea internațională prin multilingvism și multiculturalism.
Limba maternă este cel mai puternic instrument de conservare și dezvoltare a patrimoniului tangibil și intangibil. ONU consideră că toate acțiunile ce promovează diseminarea limbilor materne servesc nu doar scopul încurajării diversității lingvistice și educației multilingve, ci ajută și la dezvoltarea conștiinței tradițiilor lingvistice și culturale în întreaga lume și la inspirarea solidarității bazată pe înțelegere, toleranță și dialog.